# Saint-Valery-en-Caux
Saint-Valery-en-Caux is een gemeente in het Franse departement Seine-Maritime (regio Normandië) en telt 4254 inwoners (2013). De plaats maakt deel uit van het arrondissement Dieppe. Het ligt aan het Kanaal en heeft een haven.

## Geografie
De onderstaande kaart toont de ligging van Saint-Valery-en-Caux met de belangrijkste infrastructuur en aangrenzende gemeenten.

## Demografie
Onderstaande figuur toont het verloop van het inwonertal, bron: INSEE-tellingen.

## Afbeeldingen

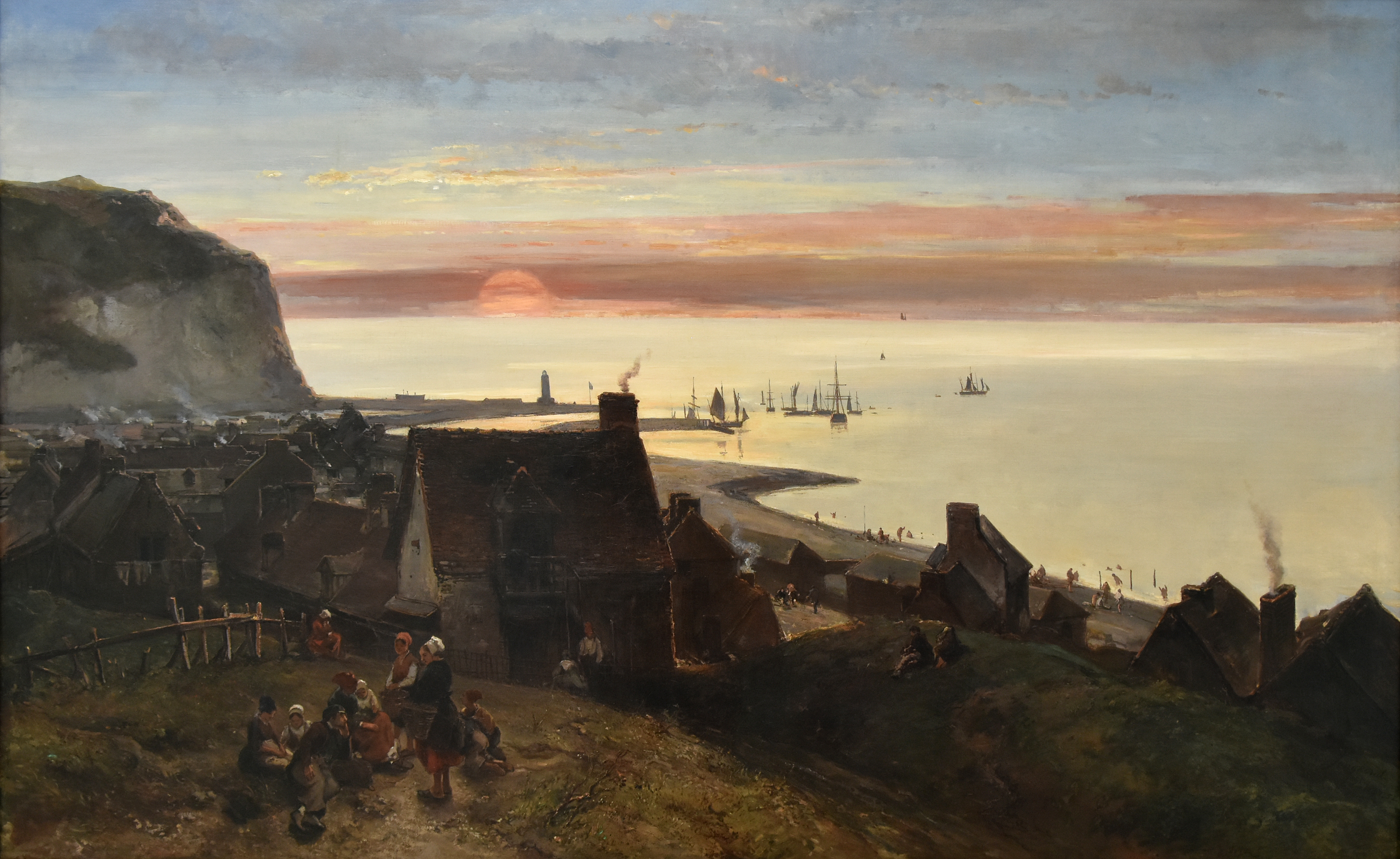
Saint-Valery-en-Caux zonsondergang van Johan Barthold Jongkind in het Kröller-Müller Museum
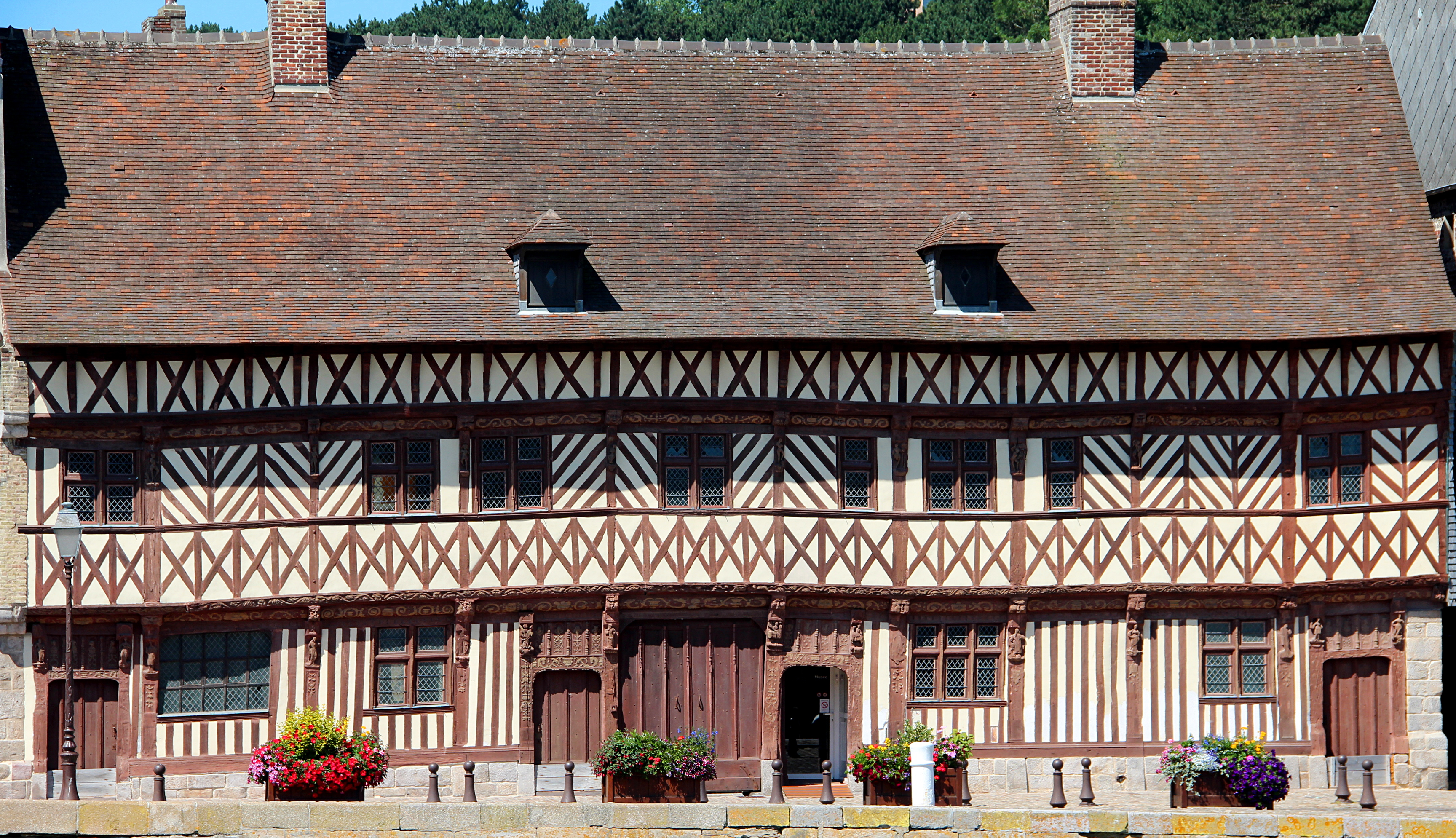
Het huis Henri IV uit de 16e eeuw
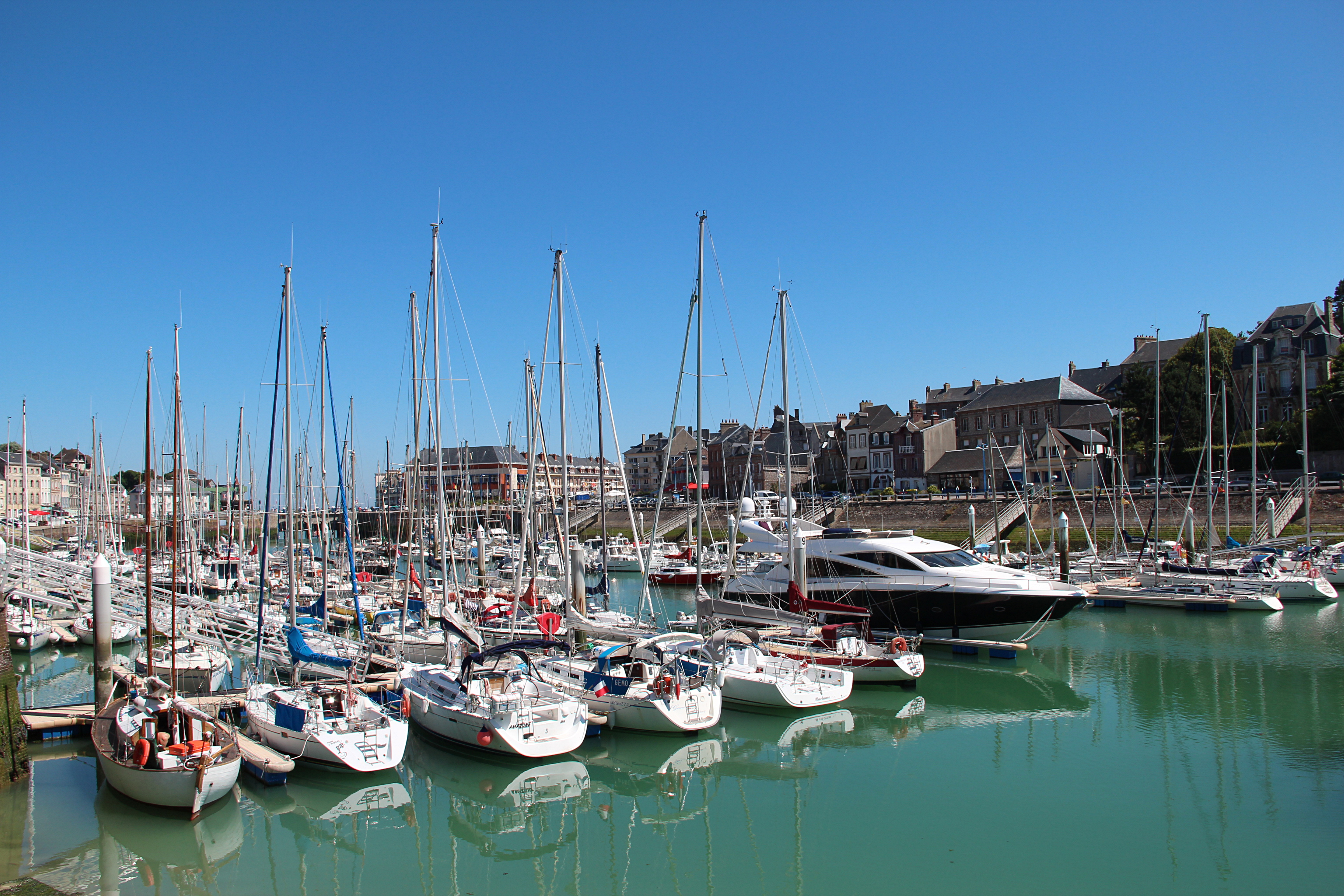
Jachthaven van Saint-Valery-en-Caux
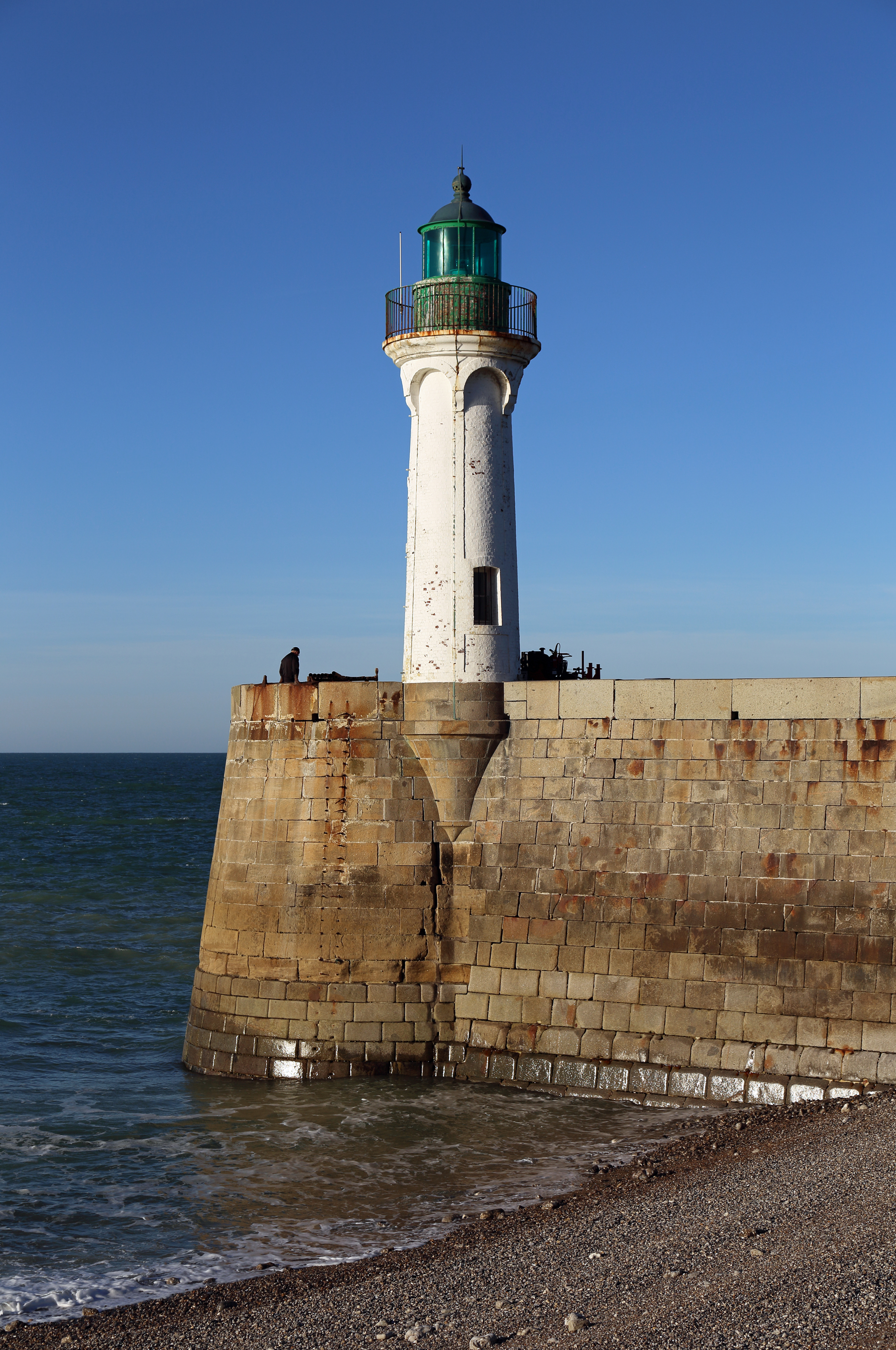
De vuurtoren op het westelijke havenhoofd
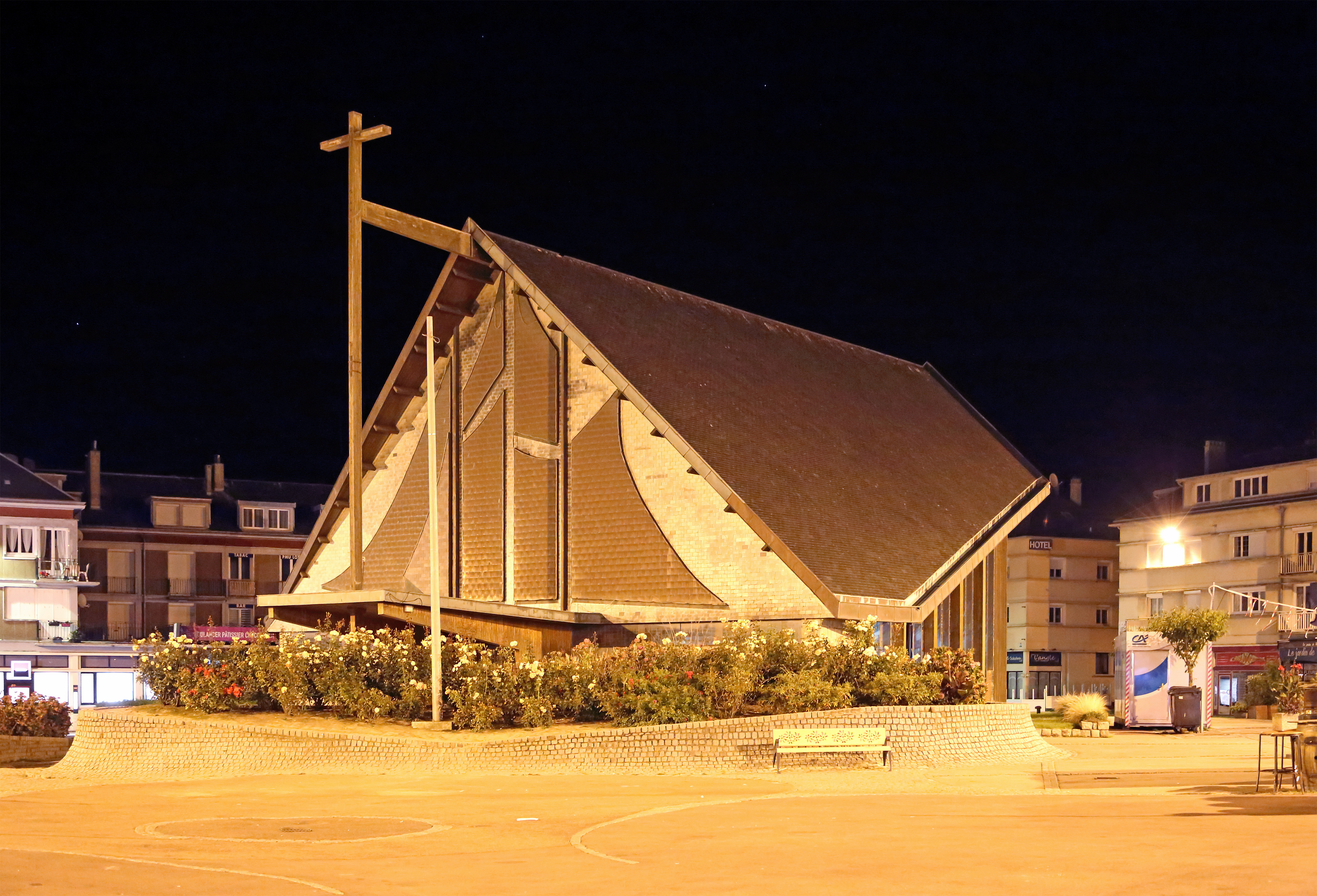
Kapel Notre-Dame-de-Bon-Port bij nacht